# 正男 (呼出)
正男（まさお、1974年（昭和49年）12月6日 - ）は、大相撲の十両呼出である。本名は大高 紀之（おおたか のりゆき）。神奈川県横浜市金沢区出身。花籠部屋→峰崎部屋→西岩部屋所属。血液型はB型。

## 履歴
- 1993年7月場所 - 初土俵。
- 1994年7月場所 - 呼出の番付制導入により、序ノ口呼出となる。
- 1995年1月場所 - 序二段呼出に昇進。
- 1996年1月場所 - 三段目呼出に昇進。
- 2002年9月場所 - 幕下呼出に昇進。
- 2009年1月場所 - 十両呼出に昇進。